# شهرستان چانگهای
شهرستان چانگهای (به لاتین: Changhai County) یک منطقهٔ مسکونی در چین است که در دالیان واقع شده‌است. شهرستان چانگهای ۱۵۶٫۸۹ کیلومتر مربع مساحت و ۷۷٬۹۵۱ نفر جمعیت دارد.